# Asijské zimní hry 1990
Asijské zimní hry 1990 byly druhé v pořadí a uskutečnily se od 9. do 14. března 1990 v Sapporu na ostrově Hokkaidó v Japonsku. Hry byly původně naplánovány do Indie, ale kvůli technickým a finančním těžkostem bylo jejich pořádání v roce 1989 přesunuto do Japonska.

## Sporty
Sportovci soutěžili v 33 disciplínách šesti sportů a jedné disciplíně ukázkového sportu.
| Sport           | Disciplíny |
| --------------- | ---------- |
| Alpské lyžování | 4          |
| Běh na lyžích   | 6          |
| Biatlon         | 3          |
| Lední hokej     | 1          |
| Rychlobruslení  | 9          |
| Short track     | 10         |
| Skoky na lyžích | 1          |

## Země a medaile
Her se zúčastnilo 310 sportovců z devíti zemí. Poprvé se zúčastnily Tchaj-wan, Írán a Filipíny. Naopak oproti minulým hrál chyběli sportovci z Hongkongu.
| Země             | Sportovci | Zlato | Stříbro | Bronz | Medaile |
| ---------------- | --------- | ----- | ------- | ----- | ------- |
| Čína             | 73        | 9     | 9       | 8     | 26      |
| Filipíny         | 1         | 0     | 0       | 0     | 0       |
| Indie            | 12        | 0     | 0       | 0     | 0       |
| Írán             | 10        | 0     | 0       | 0     | 0       |
| Japonsko         | 80        | 18    | 16      | 13    | 47      |
| Jižní Korea      | 63        | 6     | 7       | 8     | 21      |
| Mongolsko        | 7         | 0     | 0       | 1     | 1       |
| Severní Korea    | 54        | 0     | 1       | 4     | 5       |
| Čínská Tchaj-pej | 5         | 0     | 0       | 0     | 0       |